# Las ruinas (novela)
Las ruinas es la segunda novela del escritor estadounidense Scott Smith,  bajo el título de “The Ruins” publicada en el año 2006. Posee 412 páginas y no tiene separación en capítulos. Se incluye dentro del género del terror, misterio y gore. La editorial española Ediciones B.
La novela posee una adaptación cinematográfica estrenada dos años más tarde con el mismo nombre "Las Ruinas", con Carter Smith como director y Ben Stiller como productor ejecutivo. El guion lo escribió el autor del libro.
La novela recibió una estupenda crítica de parte del famoso autor de terror, Stephen King “Suspense al puro estilo Ruth Rendell. Smith pretende aterrorizar al lector y lo consigue, y lo hace de una manera directa, sin atajos: Las Ruinas es un prolongado grito de horror. La estancia en México de sus protagonistas es el equivalente actual de lo que fuera en su día Tiburón en las playas de Nueva Inglaterra”.

## Argumento
Las Ruinas cuenta la historia de un grupo de amigos norteamericanos; Jeff, Amy, Eric y Stacy, quienes tras acabar su primer año de universidad deciden viajar a México, donde conocen a Mathias, un joven alemán que había viajado con su hermano, pero este había desaparecido en busca de una mujer arqueóloga de la que se había enamorado y Jeff le ofrece buscarlo. El terror comienza cuando los protagonistas encuentran el campamento de los arqueólogos abandonado y cubierto por unas plantas de extrañas flores rojas. Pero la planta no es una planta cualquiera, sino que es una especia única que posee inteligencia y disfruta asesinando. Dicha planta es custodiada por unos descendientes mayas, quienes trazan una línea para separarla del resto del mundo. Jeff y los demás sobrepasan la línea y los mayas se encargan de que no haya vuelta atrás. 
Los jóvenes tienen que luchar por sobrevivir teniendo, de un lado, a los mayas con sus armas y de otro a la planta, que se encargará de acabar con su cordura y después con sus vidas.

## Personajes

### Principales
- Jeff: pareja de Amy. Es el líder del grupo, se encarga de abrir los ojos a los demás personajes y hacerles ver la realidad de lo que están viviendo. Está obligado a llevarse bien con Eric, pues su pareja es la mejor amiga de la pareja de este.
- Amy: mejor amiga de Stacy. Rubia, menuda y delgada. Se cortó el pelo muy corto para las vacaciones y lleva un sombrero idéntico al de su amiga. Ambas parecen hermanas pues se pasan el día susurrándose cosas al oído, compartiendo confidencias y miradas cómplices. Es por ella que se desarrolla la trama, pues descubre el sendero que lleva a Las Ruinas.
- Stacy: mejor amiga de Amy. Morena, menuda y delgada, al igual que su amiga, se cortó el pelo muy similar y llevan el mismo sombrero. Stacy no aporta nada relevante la trama, pues más bien parece un mueble. Al inicio del libro se dice que se enrolló con Pablo, pese a tener pareja
- Eric: pareja de Stacy. Es considerado el payaso del grupo y es un paranoico. Al igual que Jeff, se ve obligado a llevarse bien con él.
- Mathias: alemán que conocieron Jeff y los demás en una excursión, tras un naufragio cuando iban a hacer snorkel. Físicamente tiene la piel bronceada, el cabello rubio muy corto y sus ojos son de un azul muy claro. En el antebrazo derecho tenía un tatuaje de un águila negra con las alas rojas. Es un chico cordial pero muy introvertido, que se pone nervioso con relativa facilidad y mucho más dado a escuchar que a hablar. Habla inglés con un ligerísimo acento extranjero. Tuvo una pelea con su hermano justo antes de que este desapareciera y está muy preocupado. Tiende mucho a sumirse en sus pensamientos melancólicos.
- Pablo: uno de los tres griegos (Pablo, Juan y Don Quijote) que conocieron los protagonistas en una playa cercana a su hotel. Lo describen como un veinteañero agradable a pesar de perseguirlos a todos lados. Desconoce completamente el inglés y su nombre es español porque le hacía gracia como sonaba. Físicamente es rollizo, moreno, con los hombros fornidos y el pelo largo recogido en una coleta. Es el único que acompaña a los otros en busca del hermano de Mathias sin saber verdaderamente los motivos. Se siente un incomprendido ya que nadie lo entiende pues nadie habla su mismo idioma.

### Secundarios
- Juan: el segundo de los tres griegos "amigos" de los protagonistas. Al igual que Pablo, lo describen como moreno y rollizo, muy agradable y divertido
- Don Quijote: el último de los tres griegos. Físicamente es igual a los otros dos, por eso muchas veces, Stacy no puede diferenciarlos, además, se divertían intercambiándose los nombres para marear a los demás.
- Henrich: hermano de Mathias, ahora desaparecido. Al parecer, siguió a una chica arqueóloga de la que se había enamorado, y abandonó a su hermano en medio de una excursión tras una discusión